# Manuel Alemán (militar)
Manuel Lisardo Alemán (n. en San José de Metán, 9 de febrero de 1910-f. en Buenos Aires, 23 de mayo de 1990) fue un aviador militar perteneciente a la Fuerza Aérea Argentina. Alcanzó la máxima jerarquía del escalafón aeronáutico y se desempeñó titular de dicha fuerza armada desde el 24 de septiembre de 1958 hasta el 31 de diciembre de 1960.

## Familia
Manuel Alemán nació el 9 de febrero de 1910 en la ciudad de Metán, Salta, fruto del matrimonio compuesto por Germán Alemán, proveniente de una familia tradicional salteña, y María Luisa Cajal, de orígenes sirio-libaneses.
Manuel Lisardo Alemán estaba casado con Estela de San Martín, con quien tuvo a sus cuatro hijos: Lisardo, Estela, Jorge Adolfo y Carlos Eduardo.

## Carrera
Luego de haber finalizado sus estudios secundarios, Alemán ingresó al Colegio Militar de la Nación en el año 1931, donde optó por especializarse como aviador, siguiendo de esa forma sus estudios, desde 1933 hasta 1934, en la Escuela de Aviación Militar, que dependía del Ejército Argentino. En 1934, egresó como subteniente de Aviación y en 1945 fue transferido a la recientemente creada Fuerza Aérea Argentina.

### Destinos relevantes
En 1940, Alemán cursó en la Escuela Superior de Guerra y un año después se desempeñó como profesor de pilotaje en la Escuela de Aviación Militar. Entre 1942 y 1943 ejerció subdirector de la Escuela de Pilotos Militares y entre 1942 y 1944 ejerció como profesor de táctica y de pilotaje en la susodicha academia aeronáutica militar. En 1945 fue nombrado director de la escuela antes mencionada.
Entre 1945 y 1946, realizó en la Escuela Superior de Guerra Aérea el curso de oficial de Estado Mayor, el cual le permitió acceder a futuro a los grados reservados para los oficiales superiores. Tras graduarse como oficial de Estado Mayor, Alemán fue nombrado subjefe del Estado Mayor de la Fuerza Aérea Argentina durante 1946. Al año siguiente fue enviado a Madrid, España, a realizar un curso de especialización en la Escuela Superior del Aire.
Tras regresar de España, en 1948, Manuel Alemán fue nombrado subdirector de la Escuela Superior de Guerra Aérea. En 1949 fue designado profesor de Guerra Aérea y Servicio de Estado Mayor en la institución educativa antes mencionada.
En 1950 Manuel Alemán fue nombrado jefe de División en el Estado Mayor de Coordinación de la aeronáutica y un año después fue puesto al frente de la Escuela Nacional de Guerra, cargo en el que permaneció hasta 1952.
Tras ejercer diversos cargos en el estado mayor y en diversas bases aéreas, el brigadier mayor Manuel Lisardo Alemán es destinado en 1955 a la embajada de Argentina en los Estados Unidos en calidad de agregado aeronáutico hasta septiembre de 1958.

### Titular de la Fuerza Aérea Argentina
El 24 de septiembre de 1958, el brigadier mayor Manuel Alemán fue nombrado comandante en jefe de la Fuerza Aérea Argentina en reemplazo del brigadier Miguel Moragues. A finales de 1958, Manuel Lisardo Alemán fue promovido a brigadier general. Su permanencia en dicho cargo se mantuvo hasta el 31 de diciembre de 1960, cuando solicitó su pase a retiro y fue reemplazado por el brigadier mayor Cayo Antonio Alsina.

## Condecoraciones
Las condecoraciones más relevantes que recibió el brigadier general Manuel Lisardo Alemán a lo largo de su carrera fueron las siguientes:
- «Gran Cruz del Mérito Aeronáutico con distintivo blanco» (otorgada el 14 de septiembre de 1960 por el Gobierno de España)[6]
- «Orden del Cóndor de los Andes» en el grado de Gran Oficial (otorgada el 11 de octubre de 1960, por el gobierno de Bolivia)[7]
- «Orden Cruz de las Fuerzas Aéreas Venezolanas de primera clase» (ototrgada el 7 de diciembre de 1960 por el Gobierno de Venezuela)[8]